# Hospital católico romano de Windhoek
El Hospital Católico Romano de Windhoek o simplemente el Hospital católico romano (en inglés: Roman Catholic Hospital) es un centro hospitalario privado localizado en la ciudad de Windhoek, capital del país africano de Namibia que es dirigido y administrado por los representantes locales de la Iglesia católica. Fundado en 1907 por las Hermanas Benedictinas Misioneras de Tutzing (una organización religiosa católica de Baviera, Alemania), el hospital católico romano tenía 87 camas según datos del año 2007.